# Джозуе Кардучи
 Джозуѐ Кардучи (на италиански: Giosuè Carducci) е италиански поет, учител, критик и обществен деец. Носител на Нобелова награда за литература от 1906 година.

## Биография и творчество
Джозуѐ Кардучи е роден на 27 юли 1835 г. в квартал Валдикастело на град Пиетрасанта. Баща му е лекар, но поради политическите си (той е карбонар) и религиозни възгледи му се налага често да сменя местата, където работи, и да живее в различни градове на Италия. Основното си образование Кардучи получава във Флоренция, където семейството му се премества през 1849 година. Тук той прави и първите си опити като поет.
През студентските си години Кардучи пише статии за вестник L'appendice („Приложението“). Впоследствие става водеща фигура в литературния кръг, който се оформя около изданието. Този литературен кръг има за цел да утвърди класицизма в италианската поезия за сметка на все по-разпространения романтизъм. Висшето си образование Кардучи завършва през 1856 г. и след това в продължение на около година работи като гимназиален учител.
След като през 1857 г. Кардучи отива във Флоренция, той публикува и своята първа стихосбирка - „Рими“ (Rime). След 1860 г. преподава в университета в Болоня. През 1866 г. е избран за депутат. Тогава именно написва едно от най-известните си произведения - поемата „Химн за сатаната“ (Inno a Satana).
Ранната поезия на Кардучи е свързана най-вече с неговите националноосвободителни възгледи и борбата за независимост на италианския народ срещу управлението на Австрия. Поезията му е насочена против монархията и католическата църква. По-късните му произведения, написани след освобождението на Италия, са значително по-лирични.
Джозуе Кардучи е автор и на голям брой литературни исторически трудове. 